# Tetrica nigromaculata
Tetrica nigromaculata är en insektsart som beskrevs av William Lucas Distant 1916. Tetrica nigromaculata ingår i släktet Tetrica och familjen sköldstritar. Inga underarter finns listade i Catalogue of Life.